# Miloš Veljković
Miloš Veljković (Bázel, 1995. szeptember 26. –) svájci születésű szerb labdarúgó, aki jelenleg a Werder Bremen játékosa és a szerb válogatott tagja.

## Pályafutása

### Klubcsapatokban
Az FC Basel korosztályos csapataiban nevelkedett egészen 2011-ig, ekkor az angol Tottenham Hotspur akadémiájára került. 2014. április 7-én lépett először pályára a Premier League-ben, a Sunderland ellen a 88. percben Paulinho cseréjeként. A mérkőzést a Tottenham 5–1-re nyerte meg a White Hart Lanen. Május 11-én az Aston Villa csapata ellen volt a második bajnoki pályára lépése, ekkor a 62. percben Sandro cseréje volt. Október 6-án három hónapra kölcsönbe került a Middlesbrough csapatához. 2015. január 20-án ismét kölcsön adta őt klubja, de a Charlton Athletic együttesénél a harmadik mérkőzésen megsérült.
2016. február 1-jén csatlakozott a német Werder Bremen csapatához, szerződése 2019 június végéig szólt. Február 14-én a második csapatban lépett először pályára a Dynamo Dresden ellen. Március 2-án mutatkozott be a Bayer Leverkusen ellen a 61. percben Fin Bartels cseréjeként az első keretben. 2017. augusztus 12-én megszerezte első gólját a klubban a Würzburger Kickers ellen a német kupában.

### A válogatottban
2011. március 17-én a svájci U16-os válogatottban a francia U16-osok ellen pályára lépett, majd csatlakozott a szerb korosztályos válogatotthoz. Tagja volt a 2013-as U19-es labdarúgó-Európa-bajnokságon és a 2015-ös U20-as labdarúgó-világbajnokságon aranyérmet szerző szerb válogatottnak. A 2017-es U21-es labdarúgó-Európa-bajnokságon mind a három csoportmérkőzésen pályára lépett. 2017. november 10-én mutatkozott be a felnőttek között a Kína elleni barátságos mérkőzésen. A 2018-as labdarúgó-világbajnokságon résztvevő 23 fős keret tagja volt. A Brazília elleni mérkőzésen lépett csak pályára.

## Statisztika

### Klubcsapatokban
2020. július 6-i állapotnak megfelelően.
| Klub              | Szezon   | Bajnokság | Bajnokság | Kupa  | Kupa  | Nemzetközi | Nemzetközi | Összesen | Összesen |
| Klub              | Szezon   | Mérk.     | Gólok     | Mérk. | Gólok | Mérk.      | Gólok      | Mérk.    | Gólok    |
| ----------------- | -------- | --------- | --------- | ----- | ----- | ---------- | ---------- | -------- | -------- |
| Tottenham Hotspur | 2013–14  | 2         | 0         | 0     | 0     | 0          | 0          | 2        | 0        |
| Tottenham Hotspur | 2014–15  | 0         | 0         | 0     | 0     | 1          | 0          | 1        | 0        |
| Összesen          | Összesen | 2         | 0         | 0     | 0     | 1          | 0          | 3        | 0        |
| Middlesbrough     | 2014–15  | 3         | 0         | 1     | 0     | 0          | 0          | 4        | 0        |
| Charlton          | 2014–15  | 3         | 0         | 0     | 0     | 0          | 0          | 3        | 0        |
| Werder Bremen II  | 2015–16  | 5         | 0         | 0     | 0     | 0          | 0          | 5        | 0        |
| Werder Bremen II  | 2016–17  | 3         | 0         | 0     | 0     | 0          | 0          | 3        | 0        |
| Összesen          | Összesen | 8         | 0         | 1     | 0     | 0          | 0          | 8        | 0        |
| Werder Bremen     | 2015–16  | 3         | 0         | 1     | 0     | 0          | 0          | 4        | 0        |
| Werder Bremen     | 2016–17  | 26        | 0         | 0     | 0     | 0          | 0          | 26       | 0        |
| Werder Bremen     | 2017–18  | 30        | 1         | 4     | 1     | 0          | 0          | 34       | 2        |
| Werder Bremen     | 2018–19  | 23        | 1         | 3     | 0     | 0          | 0          | 26       | 1        |
| Werder Bremen     | 2019–20  | 26        | 0         | 2     | 0     | 0          | 0          | 28       | 0        |
| Werder Bremen     | 2020–21  | 0         | 0         | 0     | 0     | 0          | 0          | 0        | 0        |
| Összesen          | Összesen | 108       | 2         | 10    | 1     | 0          | 0          | 118      | 3        |
| Összesen          | Összesen | 123       | 2         | 11    | 1     | 1          | 0          | 135      | 3        |

### A szerb válogatottban
| Válogatott | Év       | Pályára lépés | Gól |
| ---------- | -------- | ------------- | --- |
| Szerbia    | 2017     | 2             | 0   |
| Szerbia    | 2018     | 7             | 0   |
| Szerbia    | 2019     | 0             | 0   |
| Szerbia    | 2020     | 0             | 0   |
| Szerbia    | 2021     | 6             | 0   |
| Szerbia    | 2022     | 9             | 0   |
| Összesen   | Összesen | 24            | 0   |

## Sikerei, díjai

### Válogatott
- Szerbia U19
  - U19-es labdarúgó-Európa-bajnokság: 2013
- Szerbia U20
  - U20-as labdarúgó-világbajnokság: 2015